# Willy Tag
Willy Tag (* 30. September 1886 in Auerbach; † 1. Februar 1980 in Dresden) war ein deutscher Maler.

## Leben und Werk
Tag war der Sohn des Musterzeichners Rudolf Tag. Er studierte bei Richard Müller, Osmar Schindler und Emanuel Hegenbarth an der Königlich-Sächsischen Kunstgewerbeschule in Dresden. Ab 1911 verzeichnet das Dresdner Adressbuch ihn in der Dürerstraße 3 als „Kunstakademiker“, später als „Kunstmaler“. Er hatte sich früh etabliert und war in Dresden auf Ausstellungen vertreten. 1912 wurde berichtet, dass Arbeiten Tags in der Dauerausstellung des Dresdner Kunstvereins neu aufgestellt wurden. Tag war vor allem Landschaftsmaler, wobei er in naturalistischer Manier landwirtschaftliche Motive bevorzugte. 
In der Zeit des Nationalsozialismus war Tag Mitglied der Reichskammer der bildenden Künste. Er war an einer bedeutenden Zahl von Ausstellungen beteiligt, u. a. von 1940 bis 1944 mit zwölf Ölgemälden an allen Großen Deutschen Kunstausstellungen in München.
Das Haus Dürerstraße 3, in dem Tag wohnte, wurde 1945 beim Bombardement der Stadt zerstört, und Tag dürfte alle seine Arbeiten verloren haben. Er wohnte dann in Eschdorf und arbeitete auch nach dem Ende des Zweiten Weltkriegs weiter als freischaffender Künstler. Tag war Mitglied des Verbands Bildender Künstler der DDR.

## Werke (Auswahl)
- Sich sonnende Hühner (um 1940; Öl)[4]
- Heimkehr von der Feldbestellung (um 1941; Öl)[5]
- Gutshof (um 1942; Öl)[6]
- Viehweide an der Röder (um 1943; Öl)[7]
- Arbeiter und Arbeiterinnen bei der Getreideernte (1958; Öl auf Leinwand, 110,5 × 160 cm; Museum Alte Lateinschule Großenhain)[8]
- Porträt des Genossen Skala (1961; Öl)[9]
- Genosse Weigt (1962; Öl)[10]

## Weitere Ausstellungen (unvollständig)
- 1910: Dresden, Dresdner Kunstverein
- 1928: Dresden, Sächsischer Kunstverein („Sächsische Kunst in unserer Zeit“)
- 1933: Dresden, Neues Städtisches Ausstellungsgebäude (Ausstellung von drei Künstlergruppe des Deutschen Künstlerverbands)
- 1934: Dresden, Sächsische Kunstausstellung
- 1934: Dresden, Sächsische Aquarell-Ausstellung
- 1935: Dresden, Dresdner Kunstausstellung
- 1941: Dresden, Große Dresdner Kunstausstellung

- 1947: Pirna, Haus der Jugend („1. Kunstausstellung des Kreises Pirna“)
- 1954: Dresden, Albertinum („Erste Bezirksausstellung des Verbands Bildender Künstler Deutschlands“)

- 1962/1963: Dresden, Fünfte Deutsche Kunstausstellung
- 1972: Dresden, Bezirkskunstausstellung
- 1980/1981: Dresden, Albertinum („Kunst im Aufbruch. Dresden 1918- 1933“)